# 吉列尔梅·卡里贝
吉列尔梅·卡里贝·奥利韦拉·桑托斯（葡萄牙語：Guilherme Caribé Oliveira Santos，2003年3月1日—），巴西男子游泳运动员，2023年泛美运动会男子100米自由泳、男子4×100米自由泳接力、混合4×100米自由泳接力金牌得主和男子4×100米混合泳接力银牌得主、2024年世界短池锦标赛男子100米自由泳银牌得主。